# Selección de críquet de Inglaterra

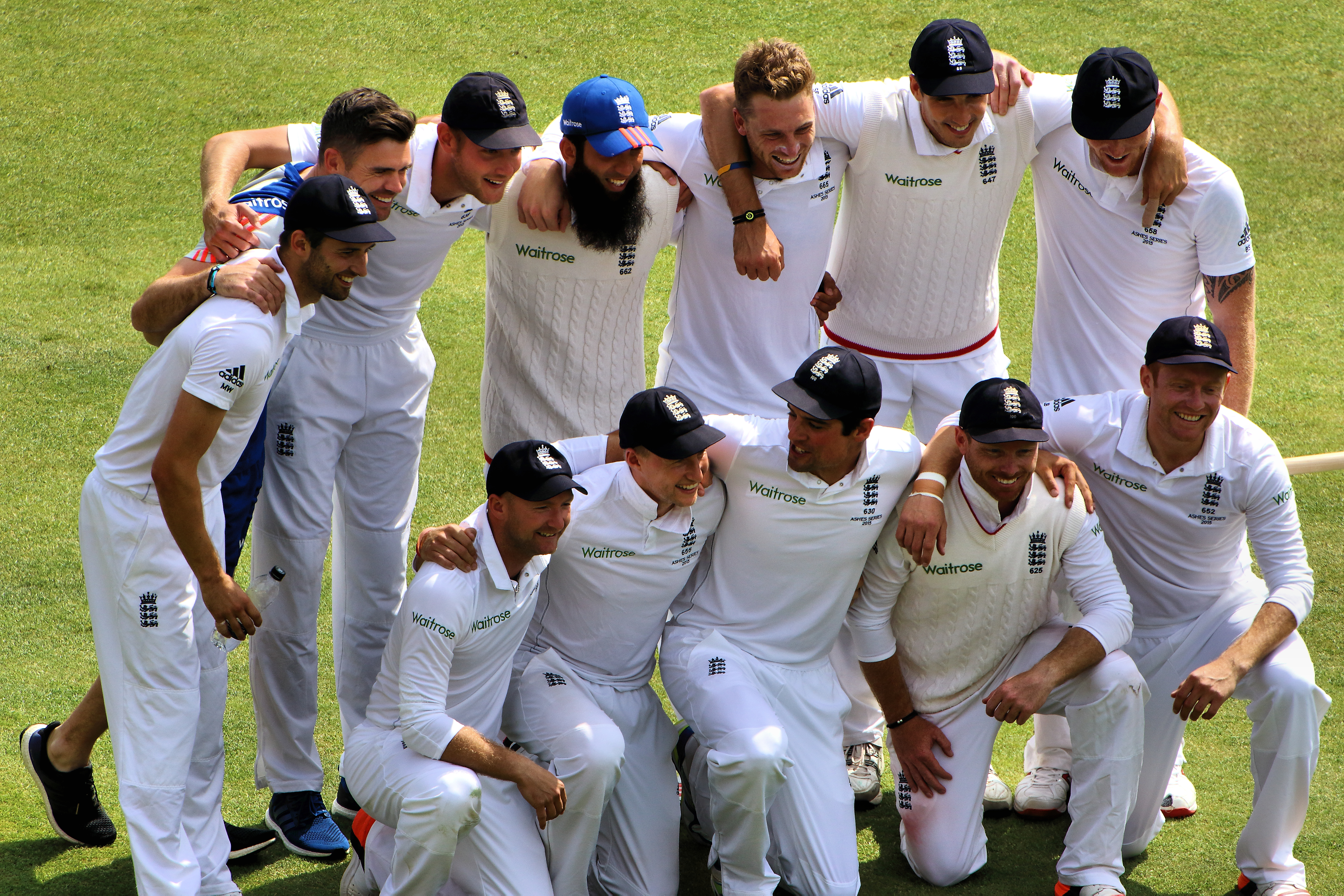
Selección de críquet de Inglaterra, año 2015.

La selección de críquet de Inglaterra es el equipo de críquet que representa a Inglaterra y Gales en las competiciones de selecciones nacionales. El equipo también representaba a Escocia hasta 1992.
El equipo es dirigido actualmente por la England and Wales Cricket Board (ECB). Desde 1968 hasta 1998 era responsabilidad de la Test and County Cricket Board.
Inglaterra disputó el primer partido Test de la historia ante Australia en marzo de 1877. Ha disputado 1036 partidos Test, con 377 victorias, 350 empates y 309 derrotas. Se destacan 110 victorias ante Australia, 64 ante Sudáfrica, 51 ante Indias Occidentales, 48 ante Nueva Zelanda e India y 26 ante Pakistán.
En tanto, Inglaterra ha obtenido 381 victorias en 758 partidos ODI, destacándose 63 ante Australia, 53 ante Pakistán, 52 ante Indias Occidentales, 43 ante India, 41 ante Nueva Zelanda y 28 ante Sudáfrica. El equipo triunfó en la Copa Mundial de Críquet de 2019, y fue subcampeón en 1979, 1987 y 1992, y semifinalista en 1975 y 1983. También obtuvo el segundo puesto en el ICC Champions Trophy de 2004 y 2013, y alcanzó semifinales en 2009 y 2017.
Por su parte, Inglaterra ha conseguido 66 victorias en 131 partidos en la modalidad de Twenty20, ganando la Copa Mundial de 2010 y fue finalista en 2016.

## Historial en la Copa del Mundo
- 1975: Semifinalista
- 1979: Subcampeón
- 1983: Semifinalista
- 1987: Subcampeón
- 1992: Subcampeón
- 1996: Cuatrofinalista
- 1999: Primera ronda
- 2003: Primera ronda
- 2007: Segunda ronda (Super 8)
- 2011: Cuartofinalista
- 2015: Primera ronda
- 2019: Campeón

## Estadios nacionales
- Lord's Cricket Ground (Londres) - 137 Tests, 61 ODI
- The Oval (Londres) - 101 Tests, 67 ODI
- Old Trafford Cricket Ground (Mánchester) - 78 Tests, 46 ODI
- Headingley (Leeds) - 77 Tests, 40 ODI
- Trent Bridge (Nottingham) - 63 Tests, 44 ODI
- Edgbaston (Birmingham) - 51 Tests, 58 ODI